# Guilty Gear (gra komputerowa)
Guilty Gear – bijatyka 2D, wydana w 1998 przez Arc System Works na Playstation, z grafiką w stylu anime, i heavymetalowym soundtrackiem. Nazwy postaci i ataków specjalnych nawiązują do klasyki rocka i metalu. To pierwsza gra z serii Guilty Gear.

## Historia i bohaterowie
W samej grze historia nie jest zaprezentowana, została jednak rozbudowana w późniejszych częściach. Akcja gry dzieje się w XXII wieku, organizacja skupiająca wszystkie narody świata, Union of Nations stworzyła Geary - zmodyfikowane genetycznie stwory, które wywołały rebelię przeciwko ludzkości. Przeciwko nim powstał Sacred Order of Knights. W grze można sterować 10 postaciami, są to:
- Axl Low
- Chipp Zanuff
- Dr. Baldhead
- Kliff Undersn
- Ky Kiske
- May
- Millia Rage
- Potemkin
- Sol Badguy
- Zato-1

Do tego gra ma trójkę bohaterów, których można odblokować, są to:
- Justice
- Testament
- Baiken

## Rozgrywka
Gra jest bijatyką 2D, w której bohaterowie walczą ze sobą na pięści, kopnięcia, używają także broni, (zarówno typowej, jak miecze, jak i takie jak np. gigantyczny skalpel, czy kotwica) aż do momentu, gdy przeciwnikowi skończy się pasek życia. Każda postać ma unikalny zestaw ruchów. Znakiem charakterystycznym serii jest Instant Kill - ruchy pozwalające wykończyć przeciwnika, niezależnie od tego, ile miał zdrowia.